# Kozji Vrh nad Dravogradom
Kozji Vrh nad Dravogradom je naselje v Občini Dravograd.